# August Tersmeden
Conrad Jakob August Tersmeden, född 6 september 1855 på Hinsebergs herrgård, Näsby socken, Örebro län, död 17 januari 1909 i Stockholm (kyrkobokförd på Hinseberg), var en svensk brukspatron.
August Tersmeden var son till brukspatronen Teodor Tersmeden och friherrinnan Ulrika Charlotta Falkenberg af Trystorp samt sonson till Jacob Johan Tersmeden. Han var ägare till Hinseberg och Frövi bruk, och medgrundare till Frövi Fabriks AB, som han startat 1889 tillsammans med Henrik Gahn, Carl Hildebrandt, Jakob Henning Lallerstedt och J. W. Olsson. Tersmeden bidrog till att tillverkningen vid bruket inriktades mot pappersframställning.
Tersmeden blev utnämnd till riddare av Vasaorden 1908.
Tersmeden var gift med Julie Hammarhjelm-Strokirk (1865–1942), dotter till brukspatron Elias Carl Strokirk och Ulrika Charlotta Emerentia Hammarhjelm. I äktenskapet föddes flera barn, däribland  Carl Tersmeden som i äktenskap med Blanka Helena Liljefors blev svärson till konstnären Bruno Liljefors.

## Utmärkelser
- 1908 - Riddare av Vasaorden